# Servus Wien
Servus Wien ist ein 1965 bei Polydor erschienenes Musikalbum. Darauf sind scheinbar authentisch Hans Moser und Paul Hörbiger beim Besuch eines Heurigenlokals zu Hörbigers 70. Geburtstag am 29. April 1964 zu hören. Es ist die letzte zu Lebzeiten veröffentlichte künstlerische Arbeit Mosers, der wenige Wochen später starb.
Ob die Aufnahme, wie auf der Plattenhülle behauptet, tatsächlich in einem Heurigenlokal erfolgte, bleibt unsicher, weil die Wirtin, die Moser und Hörbiger bedient, von der Schauspielerin Maria Andergast gesprochen wurde (sie singt ebenfalls einige Lieder mit Moser bzw. Hörbiger im Duett), mit der beide häufig in Filmen aufgetreten sind.
Das Album hat eine Spielzeit von etwa 40 Minuten. Es ist zu hören, wie Moser (seinerseits hustend und prustend) und Hörbiger sich kräftig zuprosten, zwischendurch Wienerlieder singen, mit der Wirtin schäkern und zuletzt in angeheitertem Zustand das Lokal verlassen.

## Trackliste
1. Jetzt trink ma no a Flascherl Wein
2. I riach an Wein
3. Ja der Wein, den ich mein
4. A klan´s Laternderl
5. Es steht ein alter Nussbaum draußt in Heiligenstadt
6. Mein Herz, das ist ein Bilderbuch vom alten Wien
7. Unser Vater is a Hausherr
8. Da fangt der alte Stephansturm zu plaudern an
9. Spatzen-Polka (Alle Spatzen von Wien)
10. Ja da kann man nichts machen
11. Wenn der Herrgott net will
12. Servus Wien
13. Mei Muatterl war a Weanerin
14. Wien, Wien nur du allein
15. Zwa Fiedeln, a Klampfn, a Maurerklavier (I bin halt a Weaner)
16. Mein Feuerzeug
17. Wenn ich mit meinem Dackel
18. Ich hab mir für Grinzing einen Dienstmann engagiert
19. Hallo Dienstmann
20. Der alte Sünder
21. Erst wanns aus wird sein
22. ´s wird schöne Maderln geb´n (Es wird a Wein sein)